# Капитализмът: непознатият идеал
„Капитализмът: непознатият идеал“ (на английски: Capitalism: The Unknown Ideal) представлява сборник с есета предимно на Айн Ранд, с допълнителни статии от Натаниъл Брандън, Алън Грийнспан и Робърт Хесен. Книгата се фокусира върху моралната същност на laissez-faire капитализма и частната собственост. Книгата дава много специфично определение на капитализма, той е разглеждан извън традиционната рамка: право на имущество и свободно предприемачество. Сборникът се издава за първи път през 1966 г.
Книгата излиза на българския книжен пазар през 2006 г., публикувана от издателска къща МаК  и издателство Изток-Запад .

## Публикуване
По-голямата част от есетата първоначално излизат в The Objectivist Newsletter и The Objectivist. Първото издание e с твърда корица, публикувано от New American Library през 1966 г. Изданието с мека корица от 1967 г. е преработено, за да се добавят нови две есета. През 1970 г. Ранд редактира увода, за да отбележи прекрататените си отношения с Натаниъл Брандън.